# Ваља Санпетрулуј (Погачауа)
Ваља Санпетрулуј (рум. Valea Sânpetrului) насеље је у Румунији у округу Муреш у општини Погачауа. Oпштина се налази на надморској висини од 332 m.

## Становништво
Према подацима из 2002. године у насељу је живело 60 становника, од којих су сви румунске националности.